# André Lagasse
Pour les articles homonymes, voir Lagasse.
André E.F.M.J. Lagasse (né à Ixelles le 21 mars 1923 et mort le 11 août 2010,) est un homme politique belge et un militant de la cause francophone dans ce pays et sur le plan international.

## Les origines et le contexte
Il est originaire d’une famille issue de Thiérache : Englancourt, Guise, Valenciennes. La famille vint s'établir à Nivelles (vers 1799), ensuite à Wavre, puis à Ixelles. C'est dans cette commune qu'il naît le 21 mars 1923, troisième né d'une famille de six enfants.
Il fait ses études (grec/latin) au Collège Saint Boniface d'Ixelles, et termine sa rhétorique à 15 ans. Il entame immédiatement ses études de Droit aux Facultés Universitaires Saint-Louis, et ensuite à l'Université Catholique de Louvain (UCL) pour être Docteur en Droit à 20 ans, sous l'occupation allemande. Il complète cette formation par une Licence spéciale en droit social à l'Université de Nancy (1949).
Parallèlement, durant la guerre, il est résistant armé, membre de l'Armée Secrète, et participe à la libération d'Anvers en septembre 1944.
En 1945, il épouse Geneviève Aubert, de nationalité française, nièce de l'égyptologue Jean Capart, et sœur de Roger Aubert. Cinq fils naquirent de ce mariage, entre 1948 et 1958.

## Carrière universitaire
André Lagasse est tout d'abord assistant à la Faculté de Droit de l'UCL en 1948. Maître de conférences dès 1949, il est ensuite professeur extraordinaire, puis professeur ordinaire. Il enseigne le droit civil, le droit du travail, de la sécurité sociale, et le droit industriel, et ce, jusqu'en 1984, où il accéda à l'éméritat. Il fut également Doyen de la Faculté de Droit de 1968 à 1971.
L'UCL étant localisée à Leuven (en Flandre), il connaît en 1968 les émeutes du "Walen Buiten" qui conduisirent à la démission du premier ministre Paul Vanden Boeynants; mais depuis 1962, il avait anticipé ces événements en participant à la création de l'ACAPSUL (Association du corps académique et du personnel scientifique de l’Université de Louvain), présidée par Mgr Lemaître, pour préparer un plan visant à installer l'UCL en Région wallonne.

## Carrière politique
André Lagasse fut membre de Rénovation wallonne, avant de devenir président de sa régionale bruxelloise. De 1963 à 1965, il fut par ailleurs membre du Comité directeur des Quatre mouvements wallons regroupant le Mouvement libéral wallon, Wallonie libre, le Mouvement populaire wallon et Rénovation wallonne.
En décembre 1963, il participe avec trois cents autres Professeurs d’Université à la création du Rassemblement pour le Droit et la Liberté (R.D.L.). Ce Rassemblement, présidé par le Professeur Jean Van Ryn, est un groupement sans aucune couleur politique ni confessionnelle qui a pour but de soutenir et de développer un mouvement d’opinion pour la défense des libertés fondamentales contre l’intolérance, le fanatisme et la contrainte
en matière culturelle et linguistique
En 1964, il fonde le FDF avec René Bourgeois, Paul Brien, Léon Defosset, Jean Hoffman, Marcel Hombert, Victor Laloux, Marcel Lengrand, Léopold Molle, Lucien Outers, Eugène Paul, Marcel Thiry et Georges Avelange, treize personnes issues, d'une part, des différents mouvements wallons, d'autre part, du Rassemblement pour le Droit et la Liberté et du Bloc de la Liberté Linguistique .
En 1965, il est élu sénateur de ce parti aux élections du 23 mai; et dès son accession au Sénat, il dépose une proposition de loi portant statut de Bruxelles dans une perspective de vocation européenne. Il fut réélu sans discontinuité comme sénateur de Bruxelles jusqu'en 1985 (chef de groupe) puis comme député du Brabant wallon de 1987 à 1991 (chef du groupe FDF-RW + Ecolo).
Il est cofondateur de l’Association internationale des parlementaires de langue française en 1966-1967 (notamment avec Lucien Outers, François Perin, André Baudson et Xavier Deniau).
En 1968, il participe à la création du FDF-RW, fédération entre le FDF et le Rassemblement Wallon, présidée par Jean Duvieusart, le Secrétaire Général étant Lucien Outers.
Sur le plan de la politique communale, il fut conseiller communal de Bruxelles-Ville, et chef de groupe de 1970 à 1988.
Le 21 novembre 1971, aux élections de l'Agglomération de Bruxelles (seules élections jamais organisées), André Lagasse mène la liste du Rassemblement bruxellois, qui remporte 49,2 % des voix et la majorité absolue des sièges; il devient alors Président du Conseil et du Collège d'Agglomération jusqu'en 1989, date de la disparition de cette institution.
Il assuma la Présidence du FDF de mai 1972 à janvier 1975.
Membre du Bureau exécutif du FDF, il soutint en 1992 la création de la Fédération PRL-FDF, qui deviendra le MR.

## Citations
LE FÉDÉRALISME
"Le fédéralisme authentique exclut le gigantisme en tous domaines, la massification et l'uniformité; au citoyen comme au travailleur, il redonne un visage humain et donc le goût de vivre. Il prépare la désétatisation de l'État. Le contraire d'une monade sans portes ni fenêtres, il se révèle le régime le plus proche de la personne" (Le Soir, 16.11.1976)
"Mais le fédéralisme authentique c'est aussi tenir compte de la volonté des habitants et c'est respecter dans la vie quotidienne les droits des minorités culturelles" (Tribune libre dans Le Soir du 20.3.1979)
LA SOLIDARITÉ WALLONIE-BRUXELLES
"Dans le cadre belge, il est vrai que la région bruxelloise aujourd'hui ne se confond pas avec la Région wallonne. Mais il est tout aussi vrai –sans même parler de ce qui fait l'identité de la Communauté française de Belgique, que dans l'immédiat, la Wallonie ne peut espérer conquérir son autonomie sans l'appui de la Région de Bruxelles, et que demain encore, la Wallonie aura besoin de l'aide financière et économique de la région bruxelloise (…). Prétendre reconstruire l'État belge en ignorant la région centrale où vivent plus de 450.000 Wallons, ce serait commettre une iniquité impardonnable…" (Tribune libre dans Le Soir du 28.12.1976)
LES RELATIONS INTERNATIONALES DE WALLONIE-BRUXELLES
"Qui niera que notre Communauté française doit se fixer comme premier objectif de prendre conscience d'elle-même et de s'affirmer (…) sur le plan interne mais aussi sur la scène internationale. Nous avons besoin d'être et d'agir, notamment dans le domaine international avec réalisme mais sans complexe" (Tribune libre dans La Cité, du 7.5.1982.)

## Distinctions
- Grand officier de l'ordre de Léopold
- Grand-croix de l'ordre de Léopold II
- Croix de guerre, avec palmes
- Médaille civique de 1re classe